# Filtracija aktivnim ugljem
Filtracija aktivnim ugljem jedna je od metoda koja se koristi za prečišćavanje vode, vazduha i gasova, obradu tečnosti (u hemijskoj, farmaceutskoj i prehrambenoj industriji) i za posebne namene (kod prerade zlata, membranske filtracije, u duvanskoj industriji, u uređajima za klimatizaciju, kod raznih katalitičkih procesa i drugo).

## Osnovni pojmovi

### Aktivni ugalj
Aktivni ugalj je posebno pripremljena vrsta ugljenika porozne kristalne strukture, s vrlo velikom unutrašnjom površinom (samo jedan gram aktivnog uglja može imati površinu i preko 500 m2). Prostori pora u aktivnom uglju ne prelaze veličinu od 10 Angstrema.
Sirovine za proizvodnju su razne vrste prirodnog uglja, drvo, i koštice biljnih plodova. Proizvodi se fizičko-hemijskim postupkom aktiviranja, delovanjem vodene pare i ugljen-dioksida na visokim temperaturama (700 – 900°C), pri čemu nastaju brojne pore različite veličine. Fizikalna aktivacija podrazumieva karbonizaciju, odnosno pirolizu u odsutnosti kiseonika na temperaturama manjim od 700°C. Aktivacija se odvija oksidirajućim gasovima na temperaturi od 800 do 900°C. hemijska aktivacija je kombinacija karbonizacije i aktivacije sa različitim reagensima poput kalijum hidroksida i natrijum hidroksida. Tokom proizvodnje se vrši odstranjivanje vode (dehidratacija) a potom aktivacija (uklanjanje neugljeničnih jedinjenja). Aktivacija se vrši na visokoj temperaturi u posebnim pećima djelovanjem hemijskih materija aktivatora (cink-hlorid, fosforna kiselina, amonijum rodanid, kalijum karbonat).
Oplemenjivanje aktivnog uglja sa rastvorom srebra koristi se za aktivaciju antibakterijske aktivnosti aktivnog uglja. 
Aktivni ugalj se u vojsci koristi za izradu cedila gas-maske i filtera za vazduh u skloništima. Radi bolje zaštite od bojnih otrova aktivnom uglju se najčešće dodaju hemoadsorpcioni i katalitički dodaci.
Aktivni ugljen koji se koristi za adsorpciju može biti u obliku praha ili u obliku granula. Granulirani aktivni ugalj ima veći efekat adsorpcije, a njegova veća cena može biti umanjena boljim dejstvom. Može se koristiti za adsorpciju posebnih organskih, prirodnih i sintetskih molekula, ali i određenih anorganskih materija. Učinak adsorpcije zavisi od niza faktora, od kojih su najvažniji: kvalitet i granulacija adsorbensa, kvalitet i količina početnog uzorka, predtretmanu uzorka, vreme adsorpcije, pH vrednosti uzorka, i osobine hemijske supstance koja se adsorbira.

## Sorpcija u kondicioniranju vode
Sorpcija je proces koji se dešava kada se gasni ili tečni rastvor akumulira na površini nekog čvrstog materijala ili, ređe, tečnosti (sorbenta), formirajući molekularni ili atomski film (sorbat). Ovaj pojam se često zamenjuje sa pojmom apsorpcije, međutim reč je o sasvim drugačijem procesu. Oba ova procesa se mogu nazvati sorpcijama, dok je suprotan proces nazvan desorpcija.
Sorpcija koja je operativna u većini prirodnih, bioloških i hemijskih sistema, široko se upotrijava u industriji, kao npr. pri prečišćavanju voda, princip aktivnog uglja itd. U analitičkoj hemiji, naročito u tehnikama poput hromatografije i izmene jona, adsorpcija igra važnu ulogu tako da od odabira selektivno određenih adsorbensa, zavisi krajnji rezultat ispitivanja.
Osnova sorpcije leži u energiji površine materijala. U većini materijala, svi atomi i molekule imaju određene veze (bilo one jonske, kovalentne ili metalne prirode) sa drugim atomima i molekulama. Izuzetak predstavljaju atomi koji se nalaze na površini materijala, jer nisu potpuno okruženi sa drugim atomima, i zato ti atomi imaju afinitet (veći ili manji) da formiraju veze s nekim drugim atomom koji se nađe u blizini.

## Prednosti primene filtracije aktivnim ugljem
Prednosti primene filtracije aktivnim ugljem su:
- odstranjuje vodonik sulfid i metan koji može nastati u vodi ili u pesku;
- odstranjuje hlor (hloramine) iz slavine;
- odstranjuje organske zagađivače nastale biološkim procesima;
- odstranjuje spoljašnje zagađivače koji mogu dospeti u vodu (dezodoransi, pesticidi, dim cigareta);
- podiže redoks vode;
- stvara kristalno čistu vodu;
- podiže koncetraciju kiseonika u vodi;
- vrši hemijsku, mehaničku, biološku i denitrifikacionu filtraciju (denitrifikaciju vrši samo u sporim filterima).

## Spoljašnje veze
|  | Molimo Vas, obratite pažnju na važno upozorenje u vezi sa temama iz oblasti medicine (zdravlja). |